# Мерецков Кирило Панасович
Кири́ло Пана́сович Мерецко́в (рос. Кирилл Афанасьевич Мерецков, 26 травня (7 червня) 1897 — 30 грудня 1968, Москва) — радянський воєначальник, Маршал Радянського Союзу (1944), Герой Радянського Союзу (1940), кавалер ордену «Перемоги». Начальник Генерального штабу ЗС СРСР (серпень 1940 — січень 1941). Учасник Громадянських війн в Росії, в Іспанії, радянсько-фінської та Другої світової воєн. Кандидат у члени ЦК КПРС у 1939—1956 роках. Член Центральної Ревізійної Комісії КПРС у 1956—1961 роках. Депутат Верховної Ради СРСР 1—5-го скликань (у 1940–1962 роках).

## Біографія

### Ранні роки і початок військової кар'єри

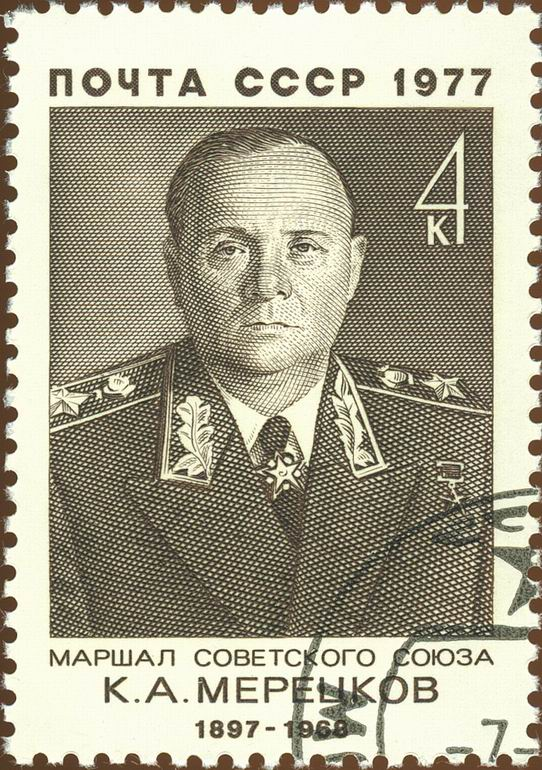
Маршал Радянського Союзу Мерецков К. П. на поштовій марці

Народився в селянській родині. З семи років допомагав батькові орати землю, а з дев'яти — брав участь у всіх польових роботах. Закінчив 4-класну земську початкову школу. У 12 років відправлений до Москви для самостійної праці. Працював слюсарем на московських заводах, познайомився з робітниками, що були пов'язані з революційним підпіллям.
У 1915–1917 роках активно займався революційною діяльністю. У Червоній армії з 1918 року. Під час Громадянської війни воював на Східному, Південному та Західному фронтах, був комісаром загону, помічником начальника штабу бригади та дивізії. Тричі був поранений.
У боях з білими частинами під Казанню, а потім чеськими легіонерами Мерецков проявляє хоробрість та ініціативу. В одному з боїв під час рукопашної сутички загинув командир загону. Взявши на себе командування, Кирило Мерецков особистим прикладом повів бійців в атаку і домігся перемоги. Був важко поранений. Отямився на полиці санітарного вагона. Після лікування подав рапорт про направлення на фронт, але був направлений у Військову академію Генштабу (з 1921 року — Військова академія РСЧА).
У 1921 році Кирило Мерецков закінчив Військову академію РСЧА, був призначений начальником штабу 1-ї Томської кавалерійської дивізії. З лютого 1923 року — помічник начальника штабу 15-го стрілецького корпусу. З листопада 1923 року — начальник штабу 9-ї Донський стрілецької дивізії.

### Міжвоєнний період
Після Громадянської війни до 1932 року працював у штабі Московського військового округу. У 1932-1934 роках — начальник штабу Білоруського військового округу. У 1934-1936 роках — начальник штабу Окремої Червонопрапорної Далекосхідної армії.  У 1936–1937 роках перебував в Іспанії як військовий радник, керував організацією контрнаступу республіканських військ під Гвадалахарою, був поранений. З червня 1937 року — заступник начальника Генерального штабу РСЧА. У вересні 1938 року був призначений командувачем Приволзького військового округу. У січні 1939 року очолив Ленінградський військовий округ.
У міжвоєнний період Мерецков служив під керівництвом таких воєначальників як І. П. Уборевич, А. І. Корк, В. К. Блюхер, М. Д. Каширін, які у 1937-1938 роках були репресовані. Деякі з них дали показання і на Мерецкова. Зв'язки з «ворогами народу» були однією з причин арешту Мерецкова у 1941 році.
Під час Радянсько-фінської війни 1939—1940 років командував 7-ю армією, що наступала на Карельському перешийку проти головних укріплень лінії Маннергейма. 12 березня 1940 року війська 7-ї армії штурмом оволоділи містом-фортецею Виборг. 21 березня 1940 року К. П. Мерецкову було присвоєне звання Герой Радянського Союзу. В тому ж році він отримав звання «генерал армії», став заступником народного комісара оборони СРСР. У серпні 1940 — січні 1941 — начальник Генерального штабу РСЧА, заступник Народного комісара оборони СРСР з бойової підготовки.

### Арешт
23 червня 1941 року, на другий день після нападу Німеччини на СРСР, Кирило Мерецков був заарештований. Його тривалий час допитували та катували. Утримувався в Лефортовській тюрмі. Його звинувачували у військовій змові разом з Г. М. Штерном, пізніше з Д. Г. Павловим та іншими. У критичний момент війни (вересень 1941) Кирило Панасович був відпущений. Вже тоді Йосип Сталін відчував гостру нестачу військових кадрів. Вважається, що Мерецков був відпущений за розпорядженням Сталіна, що найбільш ймовірно, проте документальних підтверджень цьому не знайдено.
Документів про арешт і звільнення генерала Мерецкова немає. Архівно-слідча справа відносно Мерецкова була знищена в 1955 році, тому більшість подробиць справи досі невідомі.
У Центральному архіві ФСБ розсекречено лист генерала армії Кирила Мерецкова з Лефортовського слідчого ізолятора на адресу Йосипа Сталіна, датована 28 серпня 1941 року. Це, мабуть, єдиний офіційно оприлюднений документ, який підтверджує те, що воєначальник був заарештований і міг бути репресований, що завдало б відчутної шкоди кадровому складу вищого армійського ешелону, який і так зазнав серйозної «чистки».
Оригінальний текст:
«Секретарю ЦК ВКП (б) Сталину И. В.
В напряженное время для нашей страны, когда от каждого гражданина требуется полностью отдать себя на защиту Родины, я, имеющий некоторую военную практику, нахожусь изолированным и не могу принять участие в освобождении нашей Родины от нашествия врага. Работая ранее на ответственных постах, я всегда выполнял Ваши поручения добросовестно и с полным напряжением сил.
Прошу Вас еще раз доверить мне, пустить на фронт и на любой работе, какую Вы найдете возможным дать мне, доказать мою преданность Вам и Родине.
К войне с немцами я давно готовился, драться с ними хочу, я их презираю за наглое нападение на нашу страну, дайте возможность подраться, буду мстить им до последней моей возможности, не буду щадить себя до последней капли крови, буду бороться до полного уничтожения врага. Приму все меры, чтобы быть полезным для Вас, для армии и для нашего великого народа.

28.VIII.-41 г. К. МЕРЕЦКОВ».
Сам Мерецков ніколи не згадував про свій арешт. У його мемуарах «На службе народу. Страницы воспоминаний» є лише дивний інформаційний провал між 23 червня і початком вересня 1941 року. За свідченням товариша по службі О. Ф. Сувенірова генерал-майора А. І. Корнєєва, особисто присутнього при розмові І. Х. Баграмяна і С. К. Тимошенко, останній розповів, що в особистій бесіді з Мерецковим на його питання про те, чому він себе обмовив, Маршал заявив, що над ним знущалися, «гамселили», а в разі надання свідчень обіцяли не чіпати родину.

### Друга світова війна
З вересня 1941 року Мерецков командував 7-ю окремою армією, яка зупинила наступ фінських військ на річці Свір. З листопада 1941 року — командувач військами 4-ї окремої армії, вдало провів Тихвинскую оборонну і Тихвінську наступальну операції.
З грудня 1941 року — командувач військами Волховського фронту. Провів Любанську і Синявінську операції. Обидві операції закінчилися безрезультатно і супроводжувалися величезними втратами військ фронту. У «котлі» під М'ясним Бором майже повністю загинула 2-га ударна армія (СРСР), а її командувач генерал-лейтенант А. А. Власов потрапив у полон. Після цієї катастрофи Мерецков був відсторонений від командування фронтом до 9 червня 1942 року.
В цілому діяльність Мерецкова на посту командувача Волховського фронту в лютому — березні 1942 року оцінюється не однозначно. На думку одних, 2-га ударна армія вклинилася в глибину німецької оборони, але мала коридор і надійно по ньому забезпечувалася. На думку інших, Мерецков не зміг силами підпорядкованого йому Волховського фронту розширити горловину прориву, що утворився в результаті успішного наступу 2-ї ударної армії, тобто не вжив необхідних заходів для запобігання її оточення. Крім того, вже в березні обсяг постачання військ армії був абсолютно недостатнім навіть для закріплення на досягнутих рубежах, не кажучи вже про продовження наступу.
У січні 1943 року Кирило Мерецков відзначився у прориві блокади Ленінграда в ході операції «Іскра». У січні 1944 року відіграв велику роль під час Ленінградсько-Новгородської операції, в результаті якої радянські війська повністю звільнили Ленінград від блокади ворога (січень — лютий 1944). Військами Волховського фронту були звільнені міста Новгород, Луга, Мга, Тосно, Любань, Чудово.
У лютому 1944 року Мерецков був призначений командувачем військами Карельського фронту. Успішно провів Свірсько-Петрозаводську і Петсамо-Кіркенеську операції, завдавши поразки фінським і німецьким військам на Північному напрямку. У вересні 1944 року Фінляндія була виведена з війни на боці гітлерівської Німеччини. Війну закінчив визволенням Північної Норвегії.
26 жовтня 1944 року отримав військове звання Маршал Радянського Союзу і вищі нагороди Норвегії. Учасник Параду Перемоги в Москві 24 червня 1945 року.
З квітня 1945 року — командувач Приморської групою військ на Далекому Сході. З липня 1945 року маршал Мерецков командував 1-м Далекосхідним фронтом, який завдавав головного удару по японським військам в Маньчжурії. Одержав перемогу в Харбіно-Гіринській наступальній операції, в ході якої було захоплено у полон понад 100 тисяч японських солдатів.
За успішне керівництво військами у війні проти мілітаристської Японії Кирило Панасович Мерецков був нагороджений вищим військовим орденом «Перемога».

### Післявоєнний період
Після війни Мерецков командував військами військових округів: Приморського (з вересня 1945), Московського (з липня 1947), Беломорского (з червня 1949), Північного (з червня 1951). З травня 1954 року — начальник Вищих стрілецько-тактичних курсів удосконалення командного складу піхоти «Постріл».
У 1955–1964 рр. — Помічник Міністра оборони СРСР по вищих військово-навчальним закладам.
К. П. Мерецков помер 30 грудня 1968 року. Прах Мерецкова похований в Кремлівській стіні.

## Оцінки товаришів по службі
Маршал Радянського Союзу І. Х. Баграмян:
Маршал Мерецков был человеком высокой культуры, огромного жизненного опыта и исключительной трудоспособности. Все кто знал его, неизменно отмечали в нем высокую партийность, скромность, чуткость и отзывчивость по отношению к подчиненным и товарищам. Солдаты, офицеры и генералы горячо любили маршала Мерецкова, как талантливого полководца, как храброго воина, как обаятельного человека, любили за постоянную заботу о людях, за его душевное отношение к ним.

## Родина
- Дружина — Євдокія Петрівна Белова (1899—1983)
- Син — Володимир Кирилович Мерецков (1924—2020), генерал-полковник
- Внуки: 
  - Володимир Володимирович (народ. 1950), полковник медичної служби у відставці.
  - Кирило Володимирович (народ. 1953), капітан 1 рангу в запасі.

## Нагороди

### СРСР
- Медаль «Золота Зірка» (21 березня 1940)
- Орден «Перемога» (№ 18 — 8 вересня 1945)
- 7 орденів Леніна (3.01.1937, 21.03.1940, 2.11.1944, 21.02.1945, 6.06.1947, 6.06.1957, 6.06.1967)
- Орден Жовтневої Революції (22.02.1968)
- 4 ордени Червоного Прапора (20.02.1928, 2.03.1938, 3.11.1944, 6.11.1947)
- 2 ордена Суворова I ступеня (28.01.1943, 21.02.1944)
- Орден Кутузова I ступеня (29.06.1944)
- Почесна зброя із золотим зображенням Державного герба СРСР (22.02.1968)
- Медаль «За оборону Ленінграда»
- Медаль «За оборону Радянського Заполяр'я»
- Медаль «За перемогу над Німеччиною у Великій Вітчизняній війні 1941—1945 рр.»
- Медаль «За перемогу над Японією»
- Медаль «XX років Робітничо-Селянській Червоній Армії»
- Медаль «30 років Радянській Армії та Флоту»
- Медаль «40 років Збройних Сил СРСР»
- Медаль «50 років Збройних Сил СРСР»
- Медаль «В пам'ять 250-річчя Ленінграда»

### Іноземні нагороди
- Орден Святого Олафа (Норвегія)
- Легіон Заслуг (США)
- Орден Державного Прапора (Північна Корея)